# Robert Reschkowski
Robert Reschkowski (geb. 1951 in Düsseldorf) ist ein deutscher Performance-Künstler und Maler. Er lebt und arbeitet in Düsseldorf.

## Leben und Werk
Reschkowski studierte von 1970 bis 1977 Kunstwissenschaft, Kunstdidaktik, Philosophie und Malerei bei Rupprecht Geiger und Gotthard Graubner an der Kunstakademie Düsseldorf, ab 1975 als Meisterschüler. 1975 erhielt er den Ernst-Poensgen-Preis. Von 1979 bis 1984 reiste er durch Lateinamerika und setzte seine Erlebnisse in Rio de Janeiro in Kooperation mit der Galerie Bonino künstlerisch um. Seit 1988 arbeitet er performativ und entwickelte international tätig multimediale Installationen und Projekte. Unter dem Pseudonym „RR Syndikat“ fand in diesem Jahr seine erste Performance-Triade statt.
Für Reschkowski gilt: „Kunst ist Medium der Begegnung und Verwandlung“.

„Meine Bilder können gleich einem Mantra als ein Kontemplationsobjekt benutzt werden, das quasi eine Brücke zu inneren Seelenlandschaften schlägt und eingefrorene Energie zu befreien vermag. So kann man in der ‚reinen Anschauung‘ und einem Pendeln zwischen bildnerischem Geschehen und inneren Assoziationen wieder in den eigenen vitalen Lebensfluss kommen.“

Reschkowski sieht seine „Kunst und spirituelle (…) Vorgänge als miteinander verbunden an und spricht ihr auch meditative bis therapeutische Qualitäten zu“, so Petra Erxleben. In seinen abstrakten Aquarellen, Harzöllasuren und Ölbildern vermischen sich performative, meditative und malerische Elemente auf das unzertrennlichste. Zen und Installationskunst sind dabei tragende Säulen seiner Arbeit.
Der Schriftsteller Jürgen Raap schrieb über Reschkowskis Werkprozess:

„In der Performativität des Malprozesses im Raum bestimmt eine tänzerische Rhythmik den Verlauf der Pinsel- oder Borstenschwünge und des Hantierens mit dem Malerspachtel. Die (…) Körpergröße determiniert hier, bis zu welcher Greifhöhe beim Malen ein Format physisch bewältigt werden kann, denn diese tänzerische Art des Malvorgangs ließe keinen Einsatz von Leitern oder Arbeitsgerüsten zu. (…) Der magische Urgrund der paläontologischen rituellen Höhlenmalerei mit ihrer Zelebrierung eines Jagdzaubers und andere Tanzriten mit ihren Trancetechniken in archaischen Kulturen sind dem Künstler mental näher [Anm: als die akademische Malereitradition in Europa], ohne dass dies als eine folkloristisch verbrämte Back to the roots-Sehnsucht misszuverstehen wäre. Bei ihm ist der Malprozess ein Tanz mit einer abrupten oder kreisförmigen Bewegung.“

2020 realisierte er im Rahmen der Holocaust-Gedenkausstellung „Shoa – Wie war es menschlich möglich?“ eine Performance in der Galerie De Drom in Kröplin. Die Performance fand in Kooperation mit der Jerusalemer Holocaust-Gedenkstätte Yad Vashem statt. Über seine Ausstellung 2022 im Künstlerforum Bonn schrieb Christina zu Mecklenburg: Reschkowski

„entfesselt (…) eine pastellige Impressionsfantasie (…), die mit musikalischen, poetischen und Op-artverwandten Transformationen von Monets Seerosenmythos fasziniert.“

Reschkowski kooperierte mit international bedeutenden Galerien und Institutionen, unter anderem hielt er Performances in Galerien in New York ab, darunter Leo Castelli, Hirschle & Adler, Ileana Sonnabend, Mary Boone, Soho 20, Jack Tilton, David Zwirner, Rubinstein & Diacomo und Akira Ikeda und stellte in der Galerie Eigen+Art in Leipzig, in der Galerie Wunschik in Düsseldorf, der Galerie Bonino Rio de Janeiro und im Kunsthaus Rheinlicht in Remagen aus. Zuletzt arbeitete er mit Kim Kluge performativ zusammen.

## Performances und Installationen (Auswahl)
Kunstsammlung NRW Düsseldorf / Kunsthalle Düsseldorf / K21 Düsseldorf / große Kunstausstellung NRW / Schauspielhaus Düsseldorf / Museum Ludwig Köln / Urania Theater Köln / Ultimate Akademie Köln / Domplatte Köln / Neven Dumont Kunsthalle Köln / documenta 9 Vorplatz Fridericianum Kassel / Bundeskunsthalle Bonn / Museum Meyenburg in Nordhausen / Museum Schloss Wilhelmshöhe in Schmalkalden / Kestner Gesellschaft Hannover / Württembergischer Kunstverein Stuttgart / Verhoffhaus Gütersloh, Kunstverein Kreis Gütersloh / Städt. Museum Ratingen / Städt. Museum Siegburg / Städt. Galerie im Prediger Schwäbisch Gmünd / Kunsthaus Langenberg / Kleistfestspiele Theater Kleist Forum in Frankfurt Oder / Museum in Tivat Montenegro / Paris Louvre / London Trafalgar Square / New York Metropolitan Museum / Seoul Korea, Performance-Art - Congress und Performance-Art, Photographie / Fraunhofer-Gesellschaft, Fest der Forschung Dresden. Performance Videos: Präsentation des Projektes „Wegmale“ im Staatlichen-Russischen-Museum in St. Petersburg Russland, Performance-Videos der Stationen Paris, Bonn, London und New York

## Ausstellungen

### Einzelausstellungen
- 2020: RR – THE WAY – Von der Malerei zur Performance und zurück, Kunstverein KLIO[11], Linz am Rhein[12][13]
- 2025: Von der Landschaft zur Kosmologie, Kunstverein Duisburg[14][15][16]

### Kunstmessen
Art Basel / Art cologne / Art Frankfurt / Interart Moskau / Photokina Köln / Foto Fair Köln.

## Publikationen
- Bewegungswerk. In: Dieter Blum: Körperkathedralen, Retrospektive im Michailowski-Palast, Russisches Museum (Hrsg.), kuratiert von Robert Reschkowski, Joseph Kiblitsky, Aleksandr Borovskij, Palast Edition: St. Petersburg 2003.
- Gewahrsein und Innesein. In: Georg Matthes: Artvideo-Videostills, Retrospektive, Stroganow-Palais, Russisches Museum (Hrsg.), Palast Edition: St. Petersburg 2005.
- Yûgen-Werkbuch, RR Bilderzyklus, mit Texten von Jürgen Raap, Düsseldorf 2020.
- Robert Reschkowski, Solo auf Messers Schneide, I. Band 1951–78. Kindheit, Jugend, Kunststudium, 2020. ISBN 978-3750434820
- Birnbach-Werkbuch, RR Élan vital Bilderzyklus. Mit Texten von Jürgen Raap, Barbara Meisner und Robert Reschkowski, Birnbach 2022.
- Tandava-Werkbuch, mit Texten von Ralf Georg Czapla, Marcus Steinweg, Jürgen Raap und Robert Reschkowski, Düsseldorf 2023.
- Wu Wei-Dào - Werkbuch, erschienen anlässlich der Einzelausstellung im Kunstverein Duisburg, „Von der Landschaft zur Kosmologie“, mit einer Einführung der Kunsthistorikerin Sara Tröster Klemm, Duisburg 2025.